# Václav Choc
Václav Choc (23. září 1860 Nová Huť u Berouna - 22. května 1942 Praha) byl český politik, publicista a právník, počátkem 20. století poslanec Říšské rady.

## Biografie
V roce 1885 absolvoval Právnickou fakultu Univerzity Karlovy v Praze.
Počátkem 20. století se zapojil i do celostátní politiky jako člen České strany národně sociální. V doplňovacích volbách do Říšské rady roku 1901 získal mandát za všeobecnou kurii, obvod Smíchov, Kladno, Slaný atd. Nastoupil 7. května 1901 místo Václava Klofáče. Mandát obhájil i v řádných volbách do Říšské rady roku 1907, konaných již podle všeobecného a rovného volebního práva, kdy uspěl za obvod Čechy 10. Usedl do poslaneckého klubu Sjednocení českých národně sociálních, radikálně pokrokových a státoprávních poslanců. Za týž obvod byl zvolen i ve volbách do Říšské rady roku 1911, po kterých se stal členem poslanecké skupiny Český národně sociální klub. Poslancem byl do 30. května 1917, kdy ztratil mandát na základě pravomocného rozsudku z 28. října 1916.
Kromě toho byl v zemských volbách v roce 1908 zvolen do Českého zemského sněmu v kurii venkovských obcí (volební obvod Karlín, Brandýs, Král. Vinohrady, Žižkov). Zvolen byl za formaci Spojené české státoprávní strany, v jejichž rámci reprezentoval Českou stranu národně sociální.
Od září 1914 po vypuknutí první světové války účastnil domácího odboje a stal členem tajného výboru Maffie. V lednu 1916 byl zatčen v rámci razie rakousko-uherských úřadů proti předním politikům národních sociálů. Společně s ním byl zatčen i Josef Netolický a Jan Vojna, od pár měsíců dříve i František Buříval. 3. srpna 1916 byl vynesen rozsudek a Choc byl odsouzen k šesti letům vězení. Důvodem byl nález jmen dotčených politiků v poznámkách T. G. Masaryka o poradách s domácím protirakouským odbojem. V letech 1916 až 1917 byl vězněn v Komárně pro velezradu, ale v červenci 1917 byl amnestován.
Po vzniku republiky založil vlastní Slovanskou stranu sociální, která neúspěšně kandidovala v parlamentních volbách v roce 1920 a která roku 1923 zanikla. Redigoval a vydával v letech 1920 - 1924 týdeník Slovan. Poté byl vedoucí živnostenského odboru na ministerstvu obchodu.
Od roku 1896 byl ženatý s Žofií Weilovou, která zahynula během holokaustu v koncentračním táboře Osvětim. Měli spolu dvě dcery a syna.

## Dílo
Je autorem populárních a politických spisů a projevů.
- České státní právo, jeho důvody a cíle (1900)
- Jan Hus, jeho doba, život a význam (1902)
- Vojenské úkoly české politiky (1904)
- České státní právo (1904)
- Dějiny sociálních idejí (1915)
- Přehled politických stran v Čechách (1919)
- Seznam děl v Souborném katalogu ČR, jejichž autorem nebo tématem je Václav Choc